# Památník padlým legionářům 4. střeleckého pluku Prokopa Velikého (Hradec Králové)
Památník padlým legionářům 4. střeleckého pluku Prokopa Velikého v Hradci Králové byl odhalen 6. června 1937.

## Popis památníku
Základem památníku byla podlouhlá světlá kamenná deska. na níž byla vlevo vyryta jména 198 padlých, uprostřed byl nápis: 
„NE, BRATŘI, NADARMO JSTE NEZEMŘELI! DÍK ZA DAR SVOBODY, DÍK ZA PŘÍKLAD VÁŠ VŘELÝ. RUDOLF MEDEK“

 a vpravo se nalézala portrétní plaketa poručíka Jana Gayera (1885–1918), velitele pluku a hrdiny od Lipjag, který byl 199. zemřelým. Vpředu se nalevo nacházela bronzová socha plně vyzbrojeného čs. vojáka a vpravo věčný oheň.

## Historie
Památník byl postaven z iniciativy důstojnického sboru podle návrhu akademického sochaře Josefa Škody a architekta prof. Oldřicha Šmídy s přispěním městské rady Hradce Králové a Dobrušky, včetně dárců z řad legionářů a místní veřejnosti. Kamenická práce na úpravě okolí byla zadána Václavu Tomanovi.
Odhalen byl 6. června 1937 během oslav 20. výročí založení pěšího pluku č. 4 Prokopa Velikého, jež byly pořádány v rámci oslav 20. výročí bitvy u Zborova. Pietní akt byl zahájen chorálem „Kol Slaven“. Pěvecký sbor Nepasičtí pěvci zazpíval „Udeřila naše hodina“. Následovalo uložení prsti z hlavních tří bojišť zemským velitelem gen. Sergejem Vojcechovským. Po Foerstrově „Svatém Václavu“ a chorálu „Kdož jste Boží bojovníci“ následoval projev MUDr. B. Boučka, prof. Masarykovy univerzity v Brně, za bývalé příslušníky pluku. Poté promluvil velitel pluku plk. Metoděj Cagáš o historii pluku, vzpomněl obětí v bojích a zejména smrti poručíka Gayera. Pomník byl předán veřejnosti generálem Sergejem Vojcechovským.
V červenci 1940 byl pomník zlikvidován, bronzová socha a plaketa se jmény padlých bratří 4. pluku byla údajně dána do sběru a zachráněna byla pouze portrétní plaketa poručíka Jana Gayera, kterou mělo v úschově Muzeum východních Čech. Ještě v roce 1947 bylo v katolickém týdeníku Štít doufáno, že bude pomník obnoven. Došlo k tomu však až v roce 2018.

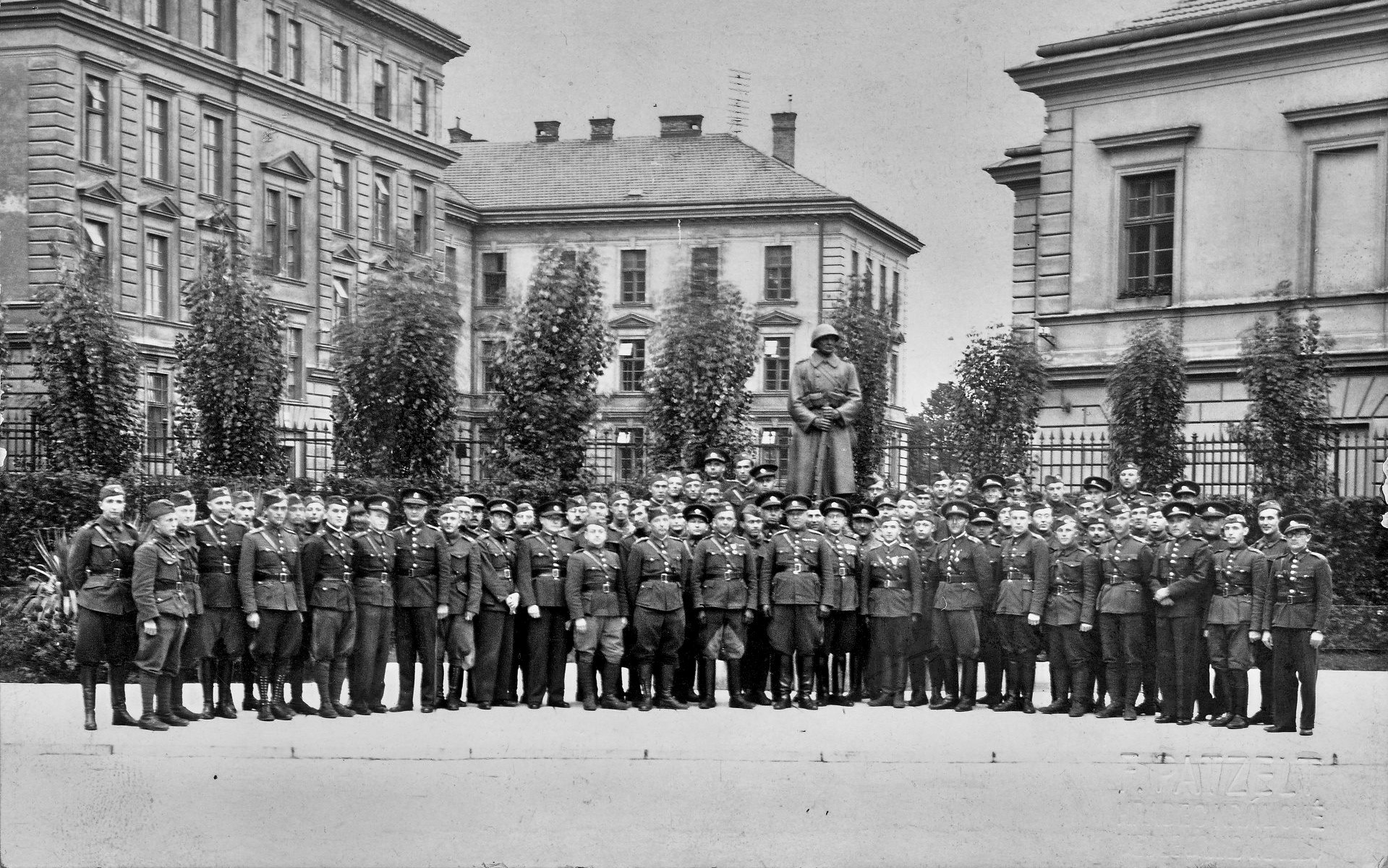
Důstojnický sbor před památníkem v den odhalení 6. června 1937.
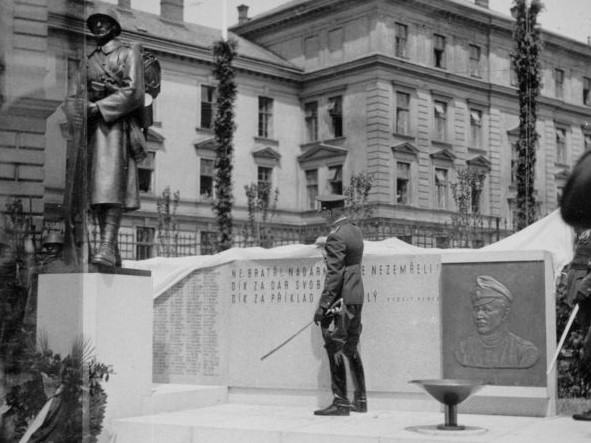
Slavnostní odhalení památníku 6. června 1937.
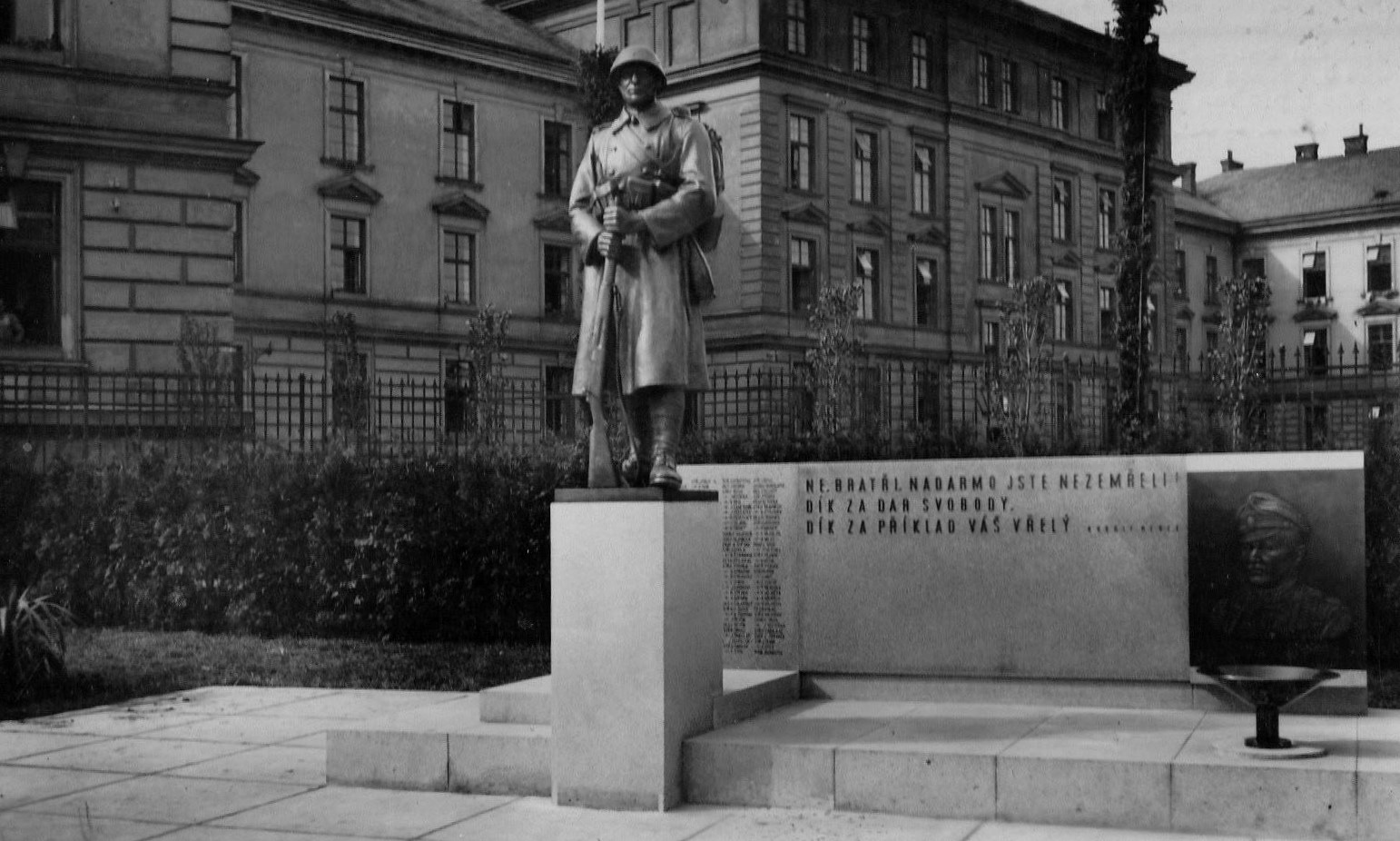
Památník v den odhalení 6. června 1937.

## Obnova památníku

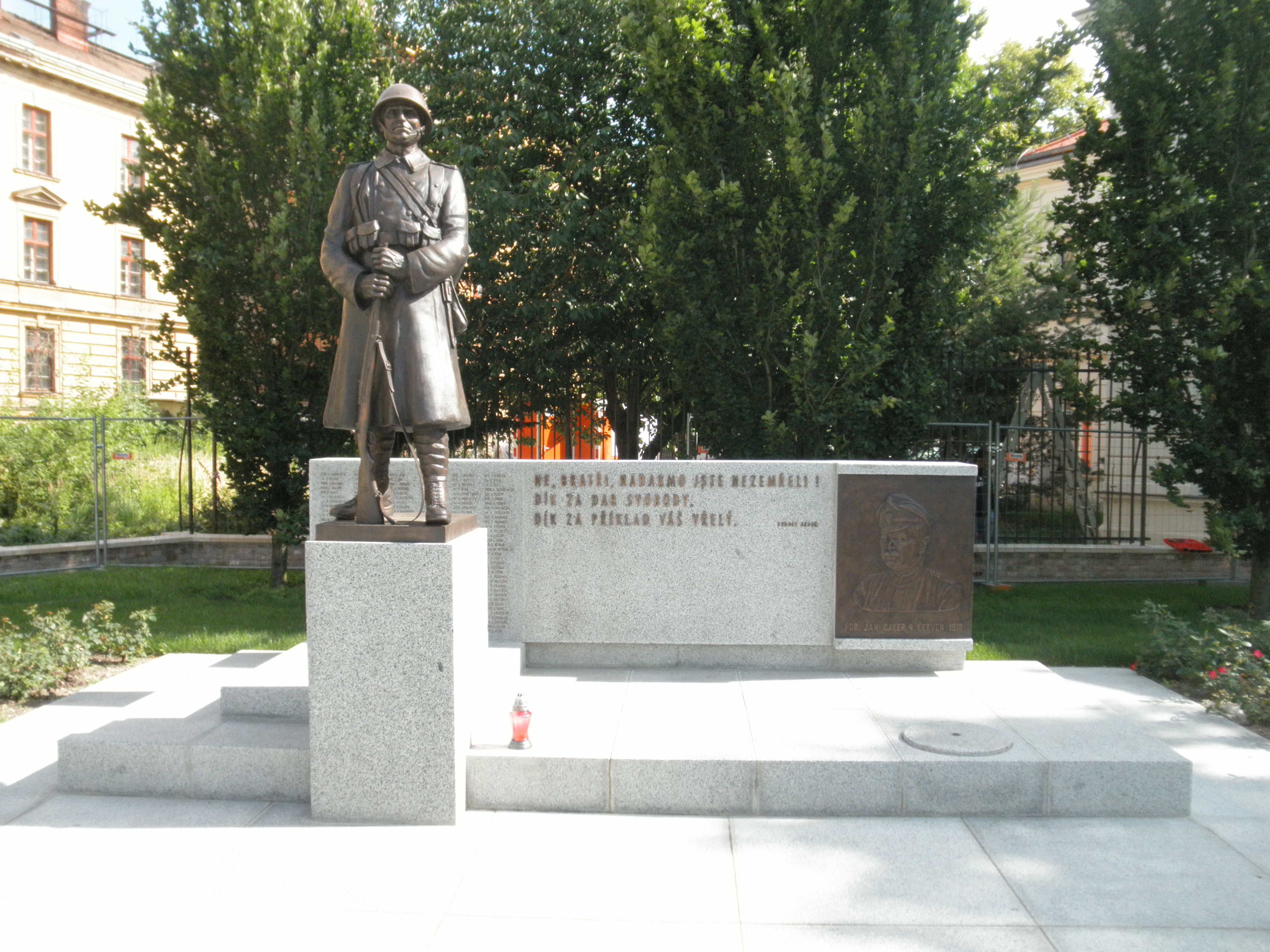
V roce 2018 provedl arch. Lukáš Hudák v Hradci Králové obnovu památníku Janu Gayerovi

Československá obec legionářská ve spolupráci s Ministerstvem obrany a Městem Hradec Králové pracovala na obnovení památníku. Památník byl obnoven v jeho původní podobě včetně bronzové sochy čs. vojáka. Slavnostní odhalení se uskutečnilo 28. října 2018.
O návrat památníku na své místo se začalo hovořit ihned po demokratizaci našeho státu v roce 1989, nicméně všechny snahy vždy končili v ideové rovině. Zcela zlomovým pro obnovu památníku se stal rok 2015, kdy se podařilo získat podporu atelieru HUDAK, který sestavil studii a začal komunikovat s dotčenými orgány. V té samé době, shodou okolností, zavítal do Hradce Králové Legiovlak, při jehož zahájení primátor města jasně garantoval, že se město zaslouží o návrat památníku na své místo. Své slovo dodržel. Přesto od této chvíle ještě uběhly další tři roky usilovných jednání a prací na samotné obnově památníku.
Dne 7. června 2018, tedy přesně 100 let od skonu Jana Gayera, došlo na poslední fázi obnovy památníku před tím, než mohl být veřejnosti odhalen. V tento den totiž byly z umělecké slévárny HVH v Horní Kalné přivezeny bronzová socha vojáka a replika plastiky poručíka Jana Gayera. Po sto letech od jeho úmrtí se jeho podobizna vrátila na obnovený památník. Tím byla téměř celá obnova památníku dokončena a zbývalo jen několik desítek hodin do slavnostního odhalení.
Neděle 10. června 2018 se již od rána nesla ve slavnostním duchu. Od ranních hodin se zaplňovaly Žižkovy sady, které přes ulici sousedí s památníkem, dobovými tábory a muži v historických stejnokrojích. Cílem jejich snažení bylo navození atmosféry, která panovala při odhalení památníku v roce 1937. Tři hodiny po poledni se již uniformované jednotky s prapory seřadily na Baťkově náměstí, odkud za doprovodu dechového orchestru vyrazily v průvodu městem. Poté, co průvod zastavil u zahaleného památníku, a čestné jednotky nastoupily na připravená místa, mohl být zahájen samotný ceremoniál. Na samotný začátek byly do připravené niky uloženy prsti z bojišť od Zborova, Terronu a Doss Alta, jejichž vložením byl památník zcela dokončen. Tento čestný úkol připadl bratru předsedovi Pavlu Budinskému, primátorovi města Hradec Králové MUDr. Zdeňku Finkovi a řediteli KVV Hradec Králové plk. Karlu Filipovi. Po instalaci a zapálení věčného ohně přišlo na řadu odhalení památníku. Krom tří, dříve jmenovaných se odhalení účastnil též vnuk velitele 4. čs. střeleckého pluku Vladimír Vobrátilek a za Nadační fond projektu Legie 100 br. Milan Mojžíš. Následovaly projevy primátora Finka, dekorování praporu Československé obce legionářské stuhou města a symbolické předání památníku bratrem předsedou. 
Při této slavností příležitosti byly též uděleny pamětní listy těm, kteří se zásadní měrou zasadili o obnovu památníku. Ocenění převzal za město Hradec Králové primátor města MUDr. Zdeněk Fink, za ministerstvo obrany plk. gšt. Eduard Stehlík, za Nadační fond Legie 100 br. Milan Mojžíš, za ateliér HUDAK Ing. arch. Lukáš Hudák, za uměleckou slévárnu HVH Vladana Vajsová, autorka sochy paní Paulina Skavova, za jednotu ČsOL v Hradci Králové br. Vladimír Novotný a za Muzeum východních Čech v Hradci Králové PhDr. Jaroslava Pospíšilová. Po zaslouženém potlesku výše jmenovaným již byly položeny květinové dary a v podání Českého chlapeckého sboru Boni pueri zazněla československá státní hymna. V závěru byla uctěna památka padlých minutou ticha a troubením večerky.
Odhalení památníku bylo vyhlášeno Událostí roku Hradce Králové 2018.